# عمر عاصم الأزميري
السيدعمر عاصم الحسني  (1870-1950) مدرس ومديرالمدرسة المباركية. قدم إلى الكويت من الجموم في وادي فاطمة عام 1910 بصحبة عائلته، وعين عام 1911 مديراً إدارياً للمدرسة المباركية، ثم أصبح مديراً عاماً لها. وعمل في المدرسة المباركية حتى أحيل للتقاعد عام 1945.

## حياته

اللوحة فوق باب المدرسة بخط عمر عاصم الحسني

عين حين افتتاح المدرسة المباركية في 22 ديسمبر 1911 -و باجماع أعضاء مجلس الإدارة- أول مدير إداري للمدرسة وفي نفس الوقت معلماً للقرآن الكريم والتجويد واللغة العربية والفقه والخط العربي والحساب والكتابة. وأصبح في عام 1915 مديراً عاماً للمدرسة المباركية ومعلماً في نفس الوقت، فأصبح بذلك هو المشرف المالي والإداري على المدرسة.
سافر إلى مكة المكرمة عام 1916 أيام الثورة العربية لابن عمه أمير مكة الشريف حسين بن علي. 
عين مديراً لفترة ثانية بين عامي 1919 و1926 خلفاً للشيح عبد العزيز الرشيد، وكان ذلك بعد أن أقدم عدد من المدرسين على تقديم استقالتهم احتجاجاً على الإدارة المدرسية. ثم عين مديرا لفترة ثالثة بين عامي 1927 و1936.
كان يقرأ ماتيسر من الآيات البينات في طابور الصباح كل يوم في المدرسة المباركيه. وكان له دور في وضع المنهج التعليمي للمدرسة المباركيه، كما ألف رسالة سماها تسهيل التجويد للقرآن المجيد على طريقة السؤال والجواب وكانت منهجا للتجويد في المدرسة المباركية وذلك عام 1915. وكان هذا المنهج يعتمد على جعل طريقة القرآءه بتجزئة الحروف إلى ثلاثة وهي طريقة فريدة من نوعها لم تكن موجودة من قبل.
كما أنشئ فصلاً خاصة لتعليم الخط في المدرسة المباركية، ويعتبر هو أول من ادخل خط الرقعة في الكويت وكان بارعاً به وبغيره من الخطوط العربية. وأشهر ما قام به هو كتابة اسم المدرسة المباركية على لوحة عند مدخلها، وكانت بخط الثلث الجميل المتقن.
كما خط بيده منشور الدعوة إلى حضور مسرحية إسلام عمر عام 1938، وطبعه في بيته على ورق الجيلاتين مستعملاً مطبعة تسمى البالوزة (البالوظة، التي تعني بالتركية نوعاً من الطباعة الحجرية) ويعتبر أول من امتلك مطبعة في بيته.
كرم من قبل الدولة وأطلق اسمه على إحدى مدارس رياض الأطفال بمنطقة الخالدية عام 1966، وكذلك كرم من قبل جمعية المعلمين الكويتية عام 2005.